# Tymalczyk arabski

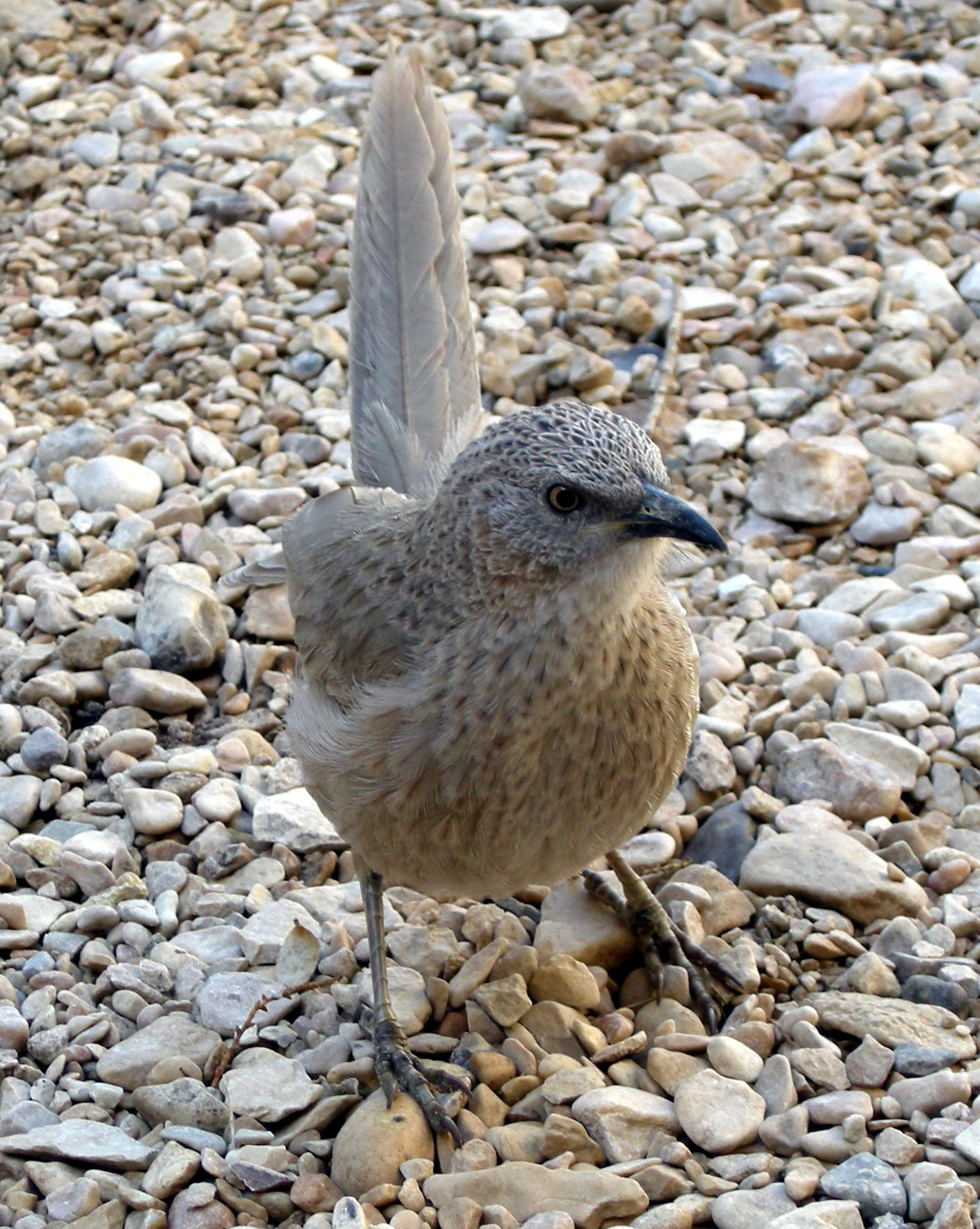

Tymalczyk arabski, dżunglotymal arabski, tymal arabski (Argya squamiceps) – gatunek średniej wielkości ptaka z rodziny pekińczyków (Leiotrichidae). Występuje od północno-wschodniego Egiptu i Izraela po Półwysep Arabski. Niezagrożony wyginięciem.

## Taksonomia
Gatunek po raz pierwszy opisał Philipp Jakob Cretzschmar w roku 1827. Holotyp pochodził z Akaby (Jordania). Nadano mu nazwę Malurus squamiceps. Dawniej umieszczano tymalczyka arabskiego w rodzaju Turdoides. Nazwa rodzajowa Argya oznacza bycie głośnym (łacińskie arguere – oskarżać (tzn. być głośnym)), zaś nazwa gatunkowa squamiceps pochodzi od łacińskich słów squameus oraz caput, capitis, -ceps, co oznacza „głowę pokrytą łuskami”.

## Podgatunki i zasięg występowania
Wyróżnia się następujące podgatunki:
- A. s. squamiceps – północno-wschodni Egipt (półwysep Synaj) i Izrael po centralną Arabię Saudyjską,
- A. s. yemensis – południowo-zachodnia Arabia Saudyjska i Jemen,
- A. s. muscatensis – wschodnia część Zjednoczonych Emiratów Arabskich i północny Oman.

## Środowisko
Zasiedla różne typy środowisk, od gruntów ornych i plantacji po obszary trawiaste, mokradła słone, zarośla krzewów i pustynie. Spotykany do wysokości 2800 m n.p.m. W Izraelu, na pustyni Negew przebywa w zaroślach akacji i w nich również gniazduje.

## Morfologia
Długość ciała wynosi około 28 cm, z czego 14,5–15,5 cm stanowi ogon. Masa ciała waha się między 65 a 85 g. Upierzenie szaro-brązowe, maskujące na kamienistym lub pustynnym tle. U młodych tęczówki matowoszare. W pierwszym roku życia stają się one jasnożółte u większości samców i ciemnobrązowe u samic.

## Zachowanie
Tymalczyk arabski zazwyczaj przebywa na ziemi; jeśli zrywa się do lotu, leci powoli i nisko nad ziemią. Żywi się głównie pokarmem zwierzęcym, głównie stawonogami, które wydłubuje z ziemi lub spod kory. Zjada również niewielkie jaszczurki, gekony i węże. Odnotowano również odżywanie się jagodami roślin z rodzajów Ochradenus, Lycium i Nitraria.

## Lęgi
W trakcie badań w dolinie Ha-Arawa około 5–10% populacji stanowiły ptaki nieterytorialne, odganiane przez pozostałe. Gniazduje kooperatywnie, a blisko połowę grup stanowią rodzice z ich potomstwem. Jeżeli samica oderwie się od grupy, dołącza nowa lub nawet kilka. W gnieździe w kształcie kubeczka, zwykle zawieszonym na gałązce, składane są 2–3 jaja, jednak w razie pokrywania się terytoriów składających samic może być więcej. Inkubacja trwa 13–14 dni. Młode karmione są przez rodziców do 2 miesięcy po wykluciu.

## Status
IUCN uznaje tymalczyka arabskiego za gatunek najmniejszej troski (LC, Least Concern) nieprzerwanie od 1988 roku. Liczebność populacji nie została oszacowana; w Izraelu ptak opisywany jest jako lokalnie pospolity. Trend liczebności populacji uznawany jest za wzrostowy.